# Kaposhegy
Kaposhegy Kaposvár egyik déli városrésze, Donnertől délre helyezkedik el, családi házas övezet. A Zselici úton (67-es út), a Bartók Béla utcán és a Szigetvári utcán közelíthető meg. A "hegy" a szájhagyomány szerint egyike annak a hét dombnak, amelyre Kaposvár épült - akárcsak az ókori Róma, bár a párhuzam a két város között nem felel meg a valóságnak.

## Szabadidő
- Túra a környéken (Gyertyános)
- Lovaglás a Gyertyános-völgyben

## Nevezetességek

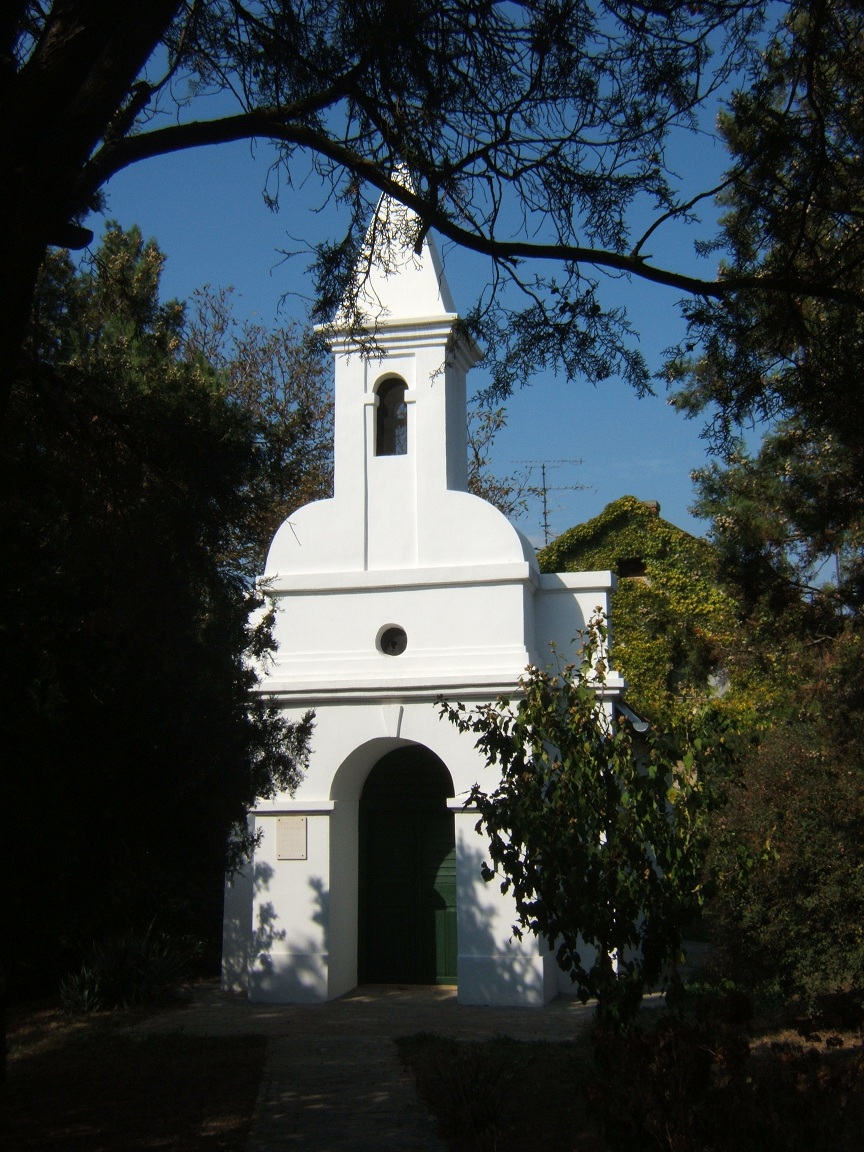
A 18. századi műemlék kápolna

- Barokk kápolna - a 18. században épült, műemléki védelem alatt áll[2]
- Víztorony (tórusz)

## Tömegközlekedés
A városrész az alábbi helyi járatú buszokkal közelíthető meg:
| Járatszám | Útvonal                                                                             |
| --------- | ----------------------------------------------------------------------------------- |
| 14        | Helyi autóbusz-állomás - Berzsenyi u. felüljáró - Kapos-Zselic kertváros - Töröcske |
| 15        | Helyi autóbusz-állomás - Berzsenyi u. felüljáró - Szigetvári utca - Lonkahegy       |